# Poel
Poel o isla de Poel (en alemán: Insel Poel) es una isla en el mar Báltico. Constituye los límites naturales del norte y este de la bahía de Wismar, en la costa alemana. La costa norte de la isla también se encuentra en el lado sur de un gran golfo conocido como la bahía de Mecklemburgo, que entra en la bahía de Wismar. 
Administrativamente es un municipio en el distrito Nordwestmecklenburg (noroeste de Mecklemburgo). Allí se encuentran Kirchdorf y Oertzenhof (las principales ciudades) y los pueblos más pequeños de Timmendorf, Wangern, Hinterwangern, Weitendorf, Weitendorf-Hof, Brandenhusen, Neuhof, Seedorf, Niendorf, Schwarzer Busch, Kaltenhof, Fahrdorf, Malchow, Vorwerk y Gollwitz. Cubre un área de 36,02 km² y tiene 2.873 habitantes. Las imágenes de satélite muestran que la mayor parte de su territorio se utiliza para la agricultura. Con su aire puro, agua limpia, playas y bahías protegidas, también es un popular sitio de recreo vacacional. En el puerto de Timmendorf hay una estación piloto e instalaciones para yates y pescadores locales.
Perteneció al Ducado de Mecklemburgo hasta su conquista por Suecia, en 1635 que la mantuvo en su poder hasta 1803. Tras las guerras napoleónicas en 1815 pasó a formar parte del Gran Ducado de Mecklemburgo-Schwerin.